# (500569) 2012 UB66
(500569) 2012 UB66 es un asteroide perteneciente al cinturón de asteroides descubierto el 15 de septiembre de 2006 por el equipo del Spacewatch desde el Observatorio Nacional de Kitt Peak, Arizona, Estados Unidos.

## Designación y nombre
Designado provisionalmente como 2012 UB66.

## Características orbitales
2012 UB66 está situado a una distancia media del Sol de 3,158 ua, pudiendo alejarse hasta 3,675 ua y acercarse hasta 2,640 ua. Su excentricidad es 0,163 y la inclinación orbital 2,221 grados. Emplea 2049,87 días en completar una órbita alrededor del Sol.

## Características físicas
La magnitud absoluta de 2012 UB66 es 16,9. 